# Le morbinose
Le morbinose è un'opera teatrale in cinque atti, in versi martelliani in dialetto veneziano, di Carlo Goldoni, scritta nel 1758 e rappresentata per la prima volta - con grande successo - nel Teatro San Luca di Venezia.. La commedia fu poi tradotta in italiano con il titolo Le donne di buon umore dallo stesso autore per la successiva rappresentazione a Roma, dove però non ebbe la stessa accoglienza. 

## Trama
Venezia, periodo del Carnevale. La giovane e intraprendente Marinetta, aiutata della fida cameriera Tonina, intenta uno scherzo a un simpatico e benestante forestiero, il conte Ferdinando, fingendosi innamorata di lui. Lo scherzo riesce, ma Marinetta finisce per innamorarsi per davvero.

## Poetica
Scrisse l'autore nei suoi Mémoires: Morbinose, che può essere sostantivo e aggettivo, significa «donne di bel tempo». Il luogo della scena è a Venezia e i personaggi sono tutti veneziani, fuorché un forestiero, che per il suo linguaggio toscano e per le abitudini contratte nel suo paese fa da contrapposto all’idioma e ai costumi veneziani. Questo forestiero chiamato Ferdinando, essendo raccomandato a buoni cittadini di Venezia, ha moltissime conoscenze. È ben ricevuto in molte conversazioni, ma le donne del paese, che formano la principal delizia del brio nazionale, trovano il toscano affettato, lezioso e lo deridono; approfittano del carnevale per fargli burle, al solo scopo di raddolcire la sua naturale rustichezza e dargli il tono e l’affabilità veneziana, e giungono sì abilmente al loro intento che il signor Ferdinando s’innamora d’una di queste signorine, la sposa e si stabilisce a Venezia per sempre. Facevo la corte alle donne del mio paese, ma nello stesso tempo procuravo il mio vantaggio; giacché per incontrare il genio del pubblico è necessario rifarsi dal lusingare il bel sesso.
Giuseppe Ortolani individua nella spiritosa Marinetta una delle figure femminili più vive e convincenti del teatro goldoniano.